# الفيفا (وادي الفرع)
الفيفا قرية سعودية، تتبع محافظة وادي الفرع التابعة لإمارة لمنطقة المدينة المنورة. تقع في جنوب المدينة المنورة، وتبعد عنها قرابة 110كم.